# Morane-Saulnier MS.755 Fleuret
Il Morane-Saulnier MS.755 Fleuret era un bimotore a getto da addestramento sviluppato dall'azienda francese Morane-Saulnier nella prima metà degli anni cinquanta e rimasto allo stadio di prototipo.
Realizzato in un solo esemplare per soddisfare una specifica emessa dal governo francese dalla quale emerse vincitore il Fouga CM-170 Magister, pur non avviato alla produzione in serie servì da base di sviluppo del successivo MS.760 Paris.

## Storia del progetto
Dopo il termine dalla seconda guerra mondiale l'esigenza di ricostituire l'aeronautica militare francese vide l'impegno delle aziende aeronautiche nazionali spronate dal governo nel proporre dei progetti autoctoni al fine di risollevare l'economia nel settore. Nei primi anni cinquanta l'Armée de l'air emise una specifica per la fornitura di un nuovo modello bimotore dotato di motori a getto destinato alla formazione dei propri piloti ed alla quale risposero la Établissements Fouga et Cie con il Magister e la Morane-Saulnier con il MS.755 Fleuret.